# Ommatius fusciformis
Ommatius fusciformis är en tvåvingeart som beskrevs av Becker 1926. Ommatius fusciformis ingår i släktet Ommatius och familjen rovflugor.
Artens utbredningsområde är Papua Nya Guinea. Inga underarter finns listade i Catalogue of Life.